# Velayudampalayam
Velayudampalayam es una ciudad censal situada en el distrito de Tirupur en el estado de Tamil Nadu (India). Su población es de 9192 habitantes (2011). Se encuentra a 16 km de Tirupur y a 43 km de Coimbatore.

## Demografía
Según el censo de 2011 la población de Velayudampalayam era de 9192 habitantes, de los cuales 4592 eran hombres y 4600 eran mujeres. Velayudampalayam tiene una tasa media de alfabetización del 77,90%, inferior a la media estatal del 80,09%: la alfabetización masculina es del 84,92%, y la alfabetización femenina del 70,96%.